# Стальяно, Джон
Джон Стальяно (англ. John Allen Stagliano, р. 29 ноября 1951 года), также известен как Buttman — американский предприниматель, бывший порнографический актёр, продюсер и режиссёр, основатель и владелец порнографической киностудии Evil Angel.

## Карьера
Известен во всём мире как создатель жанра гонзо. С именем Джона Стальяно (это его настоящее имя), он сумел стать одним из самых известных режиссёров в индустрии хардкор-порнографии. Он основал свою собственную компанию под названием Evil Angel, с которой достиг огромного успеха, и  работает вместе со своей женой, бывшей порноактрисой Тришией Деверо.

## Премии и номинации
- 1998 Hot d'Or d'Honneur winner[2]
- 2003 Barcelona International Erotic Film Festival's Lifetime Career Award[3]
- 2009 Hot d'Or Award winner of Best American Director award for Fashionistas Safado: Berlin (for Evil Angel/Marc Dorcel productions)[4][5]
- 2010 XBIZ winner of Industry Pioneer award[6]
- 2011 XBIZ winner of Man of the Year award[6]
- 2013 XBIZ nominated for the Director of the Year award for Voracious[7]
- Зал славы XRCO